# Bartosz Kruszyński
Bartosz Kruszyński (ur. 1975) – polski historyk, dr hab. nauk humanistycznych, profesor Uniwersytetu im. Adama Mickiewicza w Poznaniu.

## Życiorys
4 czerwca 2007 obronił pracę doktorską Kariera oficerska jako model awansu społecznego obywatela II Rzeczypospolitej, 5 lutego 2019 habilitował się na podstawie pracy zatytułowanej Kaczmarek Regimenty. Niemiecka 10. Dywizja Piechoty podczas fazy wstępnej I wojny światowej w roku 1914. Otrzymał nominację profesorską. Został zatrudniony na stanowisku adiunkta w Instytucie Historii na Wydziale Historii Uniwersytetu im. Adama Mickiewicza w Poznaniu.
Objął funkcję profesora na Uniwersytecie im. Adama Mickiewicza w Poznaniu.

## Nagrody i wyróżnienia
- 2004: Stypendium Funduszu Stypendialnego Rodziny Kulczyków (edycja 2004 r.)[3].
- 2010: Nagroda Biblioteki Raczyńskich dla książki pt. Poznańczycy w wojnie polsko-bolszewickiej 1919-1921[3].
- 2010: III stopień nagrody za naukowe osiągnięcia  JM Rektora Uniwersytetu im. Adama Mickiewicza w Poznaniu[3].
- 2011: Odznaka Honorowa „Wierni Tradycji” od ZG TPPW.
- 2012: Medal wierni tradycji[3].
- 2013: Medal Komisji Edukacji Narodowej[3].
- 2016: III stopień indywidualnej nagrody za naukowe osiągnięcia dra hab. Andrzeja Lesickiego – Prorektora ds. Kadry i Rozwoju Uniwersytetu im. Adama Mickiewicza w Poznaniu[3].
- 2018: Dobosz Powstania Wielkopolskiego od ZG TPPW[4].